# Felipe Martínez Marzoa
Felipe Martínez Marzoa (Vigo, 8 de octubre de 1943) es un filósofo español.

## Biografía
A la edad de 29 años, publica los dos volúmenes de la primera edición de su Historia de la filosofía, tras haber realizado estudios académicos de filosofía, matemáticas y griego. Desde entonces, su obra, no exenta de polémica intelectual, permanece fiel al propósito hermenéutico de la historia de la filosofía.
En 1982 presenta su tesis doctoral sobre "La teoría del valor de Marx en la filosofía moderna", dirigida por Jacobo Muñoz, en la Universidad Complutense de Madrid. El estudio y la influencia de Heidegger, reconocidos en algún momento de su obra, lo llevan sin embargo, siguiendo a ese mismo autor, a alejarse de la exégesis de sus textos para centrar definitivamente su labor hermenéutica en dos bloques: Grecia y la Modernidad.
En 1985 obtiene la cátedra de Historia de la Filosofía de la Facultad de Filosofía de la Universidad de Barcelona.

## Pensamiento
Su obra se inicia con escritos propedéuticos de filosofía, y con estudios sobre Marx. Paulatinamente se orienta hacia la problemática de la fenomenología lingüística y de la hermenéutica de los textos griegos, así como hacia el estudio de la filosofía alemana en el periodo que abarca de Leibniz a Nietzsche, como por ejemplo sus trabajos sobre Leibniz, Kant y Hölderlin. Durante la década 2000, tras unos años de labor fijada en la hermenéutica de textos griegos de Homero, Aristóteles, Aristófanes, Platón y Esquilo entre otros, centra su investigación y sus obras en la interpretación de Hume y de Hobbes.
Algunos de los temas recurrentes a lo largo de su obra conciernen la irreductibilidad del ser en Grecia, la importancia del cristianismo como mediador entre Grecia y la modernidad, la física matemática y la calculabilidad del ente moderno y la distancia hermenéutica de la Historia de la Filosofía desde Marx y Nietzsche hasta nuestros días.

## Obra

### Libros
- Hojas. Madrid, Abada, 2019.
- Válidas ruinas. Madrid, Abada, 2017.
- Penúltimos. Madrid, Abada, 2016.
- No-retornos. Madrid, Abada, 2015.
- Polvo y certeza. Madrid, Abada, 2014.
- Interpretaciones. Madrid, Abada, 2013.
- La soledad y el círculo. Madrid, Abada, 2012.
- Distancias. Madrid, Abada, 2011.
- La cosa y el relato (A propósito de Tucídides). Madrid, Abada, 2009.
- Pasión tranquila (Ensayo sobre la filosofía de Hume). Madrid, A. Machado Libros, 2009.[2]
- El concepto de lo civil. Santiago de Chile, Metales Pesados, 2008.[4]
- Muestras de Platón. Madrid, Abada, 2007.[5]
- El decir griego. Madrid, A. Machado Libros, 2006.
- El saber de la comedia. Madrid, A. Machado Libros, 2005.[6]
- Lingüística fenomenológica. Madrid, A. Machado Libros, 2001.
- Lengua y tiempo. Madrid, A. Machado Libros, 1999.
- Heidegger y su tiempo. Barcelona, Akal, 1999.
- Ser y diálogo: leer a Platón. Madrid, Istmo, 1996.[7]
- Hölderlin y la lógica hegeliana. Madrid, La balsa de Medusa, 1995.
- Historia de la filosofía antigua. Barcelona, Akal, 1995.
- Historia de la filosofía (volúmenes 1 y 2). Nueva edición revisada, Madrid, Istmo, 1994.
- De Kant a Hölderlin. Madrid, La balsa de Medusa, 1992.[8]
- Cálculo y ser: (aproximación a Leibniz). Madrid, La balsa de Medusa, 1991.
- De Grecia y la Filosofía. Universidad de Murcia, 1990.
- Releer a Kant. Barcelona, Antrophos, 1989.[9]
- Desconocida raíz común: (estudio sobre la teoría kantiana de lo bello). Madrid, La balsa de Medusa, 1987.[10]
- Heráclito-Parménides (Bases para una lectura). Publicaciones de la Univ., Murcia, 1987.
- El sentido y lo no-pensado: apuntes para el tema "Heidegger y los griegos". Publicaciones de la Univ., Murcia, 1985.
- La filosofía de "El capital" de Marx. Madrid, Taurus, 1983/ Madrid, Abada, 2018.
- (Re)introducción ó marxismo. Vigo, 1980.
- Revolución e ideología. Barcelona, Fontamara, 1979.
- Ensaios marxistas. La Coruña, Edicións Do Rueiro, 1978.
- De la revolución. Madrid, Alberto Corazón, 1976.[11]
- Iniciación a la Filosofía. Madrid, Istmo, 1974.
- Historia de la Filosofía. Filosofía antigua y medieval. Madrid, Istmo, 1973.[12]
- Historia de la Filosofía. Filosofía moderna y contemporánea. Madrid, Istmo, 1973.[12]